# Пичиниско
Пичиниско (итал. Picinisco) — коммуна в Италии, располагается в регионе Лацио, в провинции Фрозиноне.
Население составляет 1250 человек (2008 г.), плотность населения составляет 20 чел./км². Занимает площадь 62 км². Почтовый индекс — 3040. Телефонный код — 0776.
Покровителем коммуны почитается святой Лаврентий, празднование 10 августа.

## Демография
Динамика населения:

## Администрация коммуны
- Официальный сайт: http://www.comune.picinisco.fr.it/ Архивная копия от 24 марта 2011 на Wayback Machine